# Deler (drogoaddicció)
El deler (en anglès craving), quan es parla de drogoaddicció, és el desig compulsiu de tornar a experimentar els efectes d'una substància a la qual s'és addicte.

## Durada
La seva durada varia substancialment entre les diferents drogues addictives. Per exemple, en deixar de fumar, s'aconsegueix un alleujament substancial després d'aproximadament 6 a 12 mesos, però els sentiments de desig poden aparèixer temporalment fins i tot després de molts anys després del cessament.
Els desitjos poden ser desencadenats per veure objectes o experimentar moments que estan associats amb la droga o amb el seu ús, i aquest fenomen, anomenat síndrome d'abstinència postaguda, pot quedar la resta de la vida en la dependència a algunes drogues. Per la síndrome d'abstinència d'alcohol, la situació millora gradualment durant un període de mesos o, en casos severs, durant anys.